# Raïssa Beliaïeva
Pour les articles homonymes, voir Beliaïeva.
Raïssa Vassilievna Beliaïeva (en russe : Раиса Васильевна Беляева) est une aviatrice soviétique née en 1912 à Zouïevka, dans l'actuelle oblast de Kirov, et décédée le 19 juillet 1943. Elle fut pilote de chasse au sein du 586 IAP / Groupe d'Aviation n°122.

## Biographie
Raïssa Beliaïeva fait ses études à Kirov, à l'école professionnelle de peausseries dont elle sort diplômée en 1931. Elle apprend à piloter et à sauter en parachute auprès d'Olga Yamchtchikova (en) (1914-1982) au club de pilotage amateur de Léningrad. Elle y obtient son brevet de monitrice de saut en parachute en 1936. Elle travaille ensuite à la préparation des pilotes dans l'aéro-club central de Moscou.
Raïssa Beliaïeva, Valeria Khomiakova et Ievguenia Prokhorova constituaient une patrouille de voltige aérienne très connue. Elles faisaient des démonstrations aériennes devant des milliers de personnes à Moscou, sur l'aérodrome de Touchino.
Raïssa Beliaïeva rejoint les rangs du PCUS en 1940 et s'engage dans l'Armée rouge le 11 octobre 1941. Elle combat au sein du 586e régiment de chasse, une unité équipée de Yakovlev Yak-1, puis elle est affectée (avec Lidia Litviak, Iekaterina Boudanova, Maria Kouznetsova (en), Klavdia Netchaïeva et Antonina Lebedeva) au 437e régiment, unité masculine équipée de chasseurs Lavotchkine La-3, opérant dans le secteur de Stalingrad, avant de réintégrer le 586e régiment.
Elle participe aux combats à partir du 5 novembre 1941 et prend part à la défense de Saratov, Stalingrad et Voronej. Elle trouve la mort au cours d'un duel aérien au-dessus de Voronej, le 19 juillet 1943. Elle est enterrée dans le charnier no 6 du parc des Patriotes situé dans le district Levoberejny de Voronej.